# جان هنسون (کارگردان)

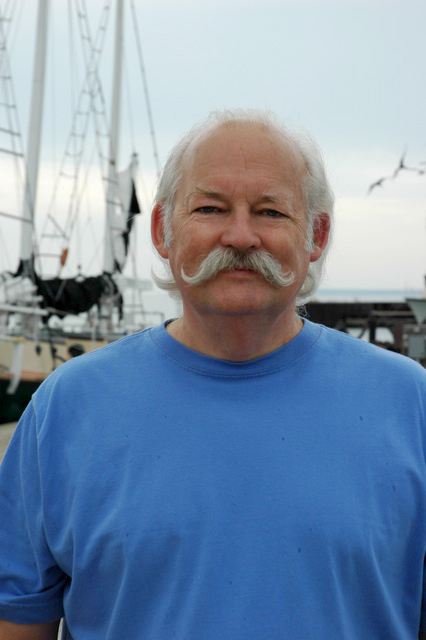
جان هنسون، کارگردان و فیلم‌ساز آمریکایی - ۲۰۱۱

جان هنسون (انگلیسی: John Hanson) فیلم‌ساز و کارگردان اهل آمریکا است. از فیلم‌های او می‌توان به نور شمالی اشاره کرد.